# 日語衛星放送
日語衛星放送，是以英國倫敦為據點的24小時日語收費電視頻道。

## 概要
- 播放區域廣達歐洲、中東、中亞、北非的日語媒體，由NHK合資子公司「NHK CosmoMedia Europe」[3]營運。
- 1990年3月開播，NHK所提供節目在TV Japan成立後通稱「TV Japan」，內容為來自日本NHK、民間電視台的各式節目。
- 2023年9月5日，NHK欧洲宣布将终止JSTV服务并解散在欧洲的子公司。[4]

## 頻道
- JSTV1：全天24小时播放電視節目。
- JSTV2：2008年3月開播，每天播出约12小时电视节目，其余时间播出日本國際廣播電台的英语和日语廣播節目及JSTV1節目表。

## 外部連結
- （日語） JSTV （页面存档备份，存于）
- （英文）TVARK - JSTV. 紀錄JSTV初期型態